# 胶胎鳚
膠胎䲁為輻鰭魚綱鼬魚目深海鼬魚亞目裸鼬魚科的其中一種。

## 分類
本魚分布於全球各大洋深海底層。

## 特徵
本魚口幾乎呈水平狀。眼小或外表看不見。無腭骨。第一鰓弓的長鰓耙3~4。背鰭前背部長為標準體長的28%~30.5%。背鰭鰭條數93~116枚；臀鰭61~68枚；胸鰭17~18枚。腹膜深藍色，體外即可看見。體長可達15公分。

## 生態
本於為深海底層魚類，棲息深度約900~2500公尺。卵胎生，其餘生態習性，不詳。

## 經濟利用
數量稀少，不具經濟價值，待研究。